# Pontmain
Pontmain é uma comuna francesa na região administrativa da Pays de la Loire, no departamento de Mayenne. Estende-se por uma área de 7,17 km². Em 2010 a comuna tinha 833 habitantes (densidade: 116,2 hab./km²).